# Pseudolasius amblyops
Pseudolasius amblyops é uma espécie de formiga do gênero Pseudolasius, pertencente à subfamília Formicinae.